# Uma to shika
„Uma to shika” (jap. 馬と鹿) – dziesiąty singel japońskiego piosenkarza Kenshiego Yonezu, wydany w Japonii 11 września 2019 roku przez SME Records. Osiągnął 2 pozycję w rankingu Oricon i pozostał na liście przez 53 tygodnie. Został wydany w trzech edycjach: jednej regularnych oraz dwóch limitowanych („no-side ver.” i „video ver.”).
Singel sprzedał się w nakładzie 514 624 egzemplarzy fizycznych i zdobył status podwójnej platynowej płyty, a także Milion za sprzedaż cyfrową tytułowej piosenki.
Utwór „Uma to shika” został wykorzystany jako piosenka przewodnia TV dramy No Side Game (jap. ノーサイド・ゲーム). Piosenka „Umi no yūrei” została wydana przez Sony Music Records 3 czerwca 2019 roku jako cyfrowy singel.

## Lista utworów
Wszystkie utwory zostały napisane i skomponowane przez Kenshiego Yonezu. 
| CD | CD                               | CD                                           | CD      |
| Nr | Tytuł utworu                     | Aranżacja                                    | Długość |
| -- | -------------------------------- | -------------------------------------------- | ------- |
| 1. | „Uma to shika” (jap. 馬と鹿)     | Kenshi Yonezu, Yūta Bandō (instr. smyczkowe) | 4:25    |
| 2. | „Umi no yūrei” (jap. 海の幽霊)   | Kenshi Yonezu, Yūta Bandō                    | 3:54    |
| 3. | „Deshomasho” (jap. でしょましょ) | Kenshi Yonezu                                | 2:52    |

| DVD | DVD | DVD     |
| Nr  | Tytuł utworu | Długość |
| --- | --- | ------- |
| 1.  | „Yonetsu Kenshi 2019 Tour / Sekitsui ga Opal ni naru koro” (jap. 米津玄師2019 TOUR / 脊椎がオパールになる頃) (live teaser) |         |
| 2.  | „Umi no yūrei” (jap. 海の幽霊) (MV)                                                                                        |         |

## Notowania
| Lista                             | Pozycja            |
| --------------------------------- | ------------------ |
| Oricon Weekly Singles Chart       | 2                  |
| Oricon Yearly Singles Chart       | 11                 |
| Billboard Japan Hot 100           | 1 („Uma to shika”) |
| Billboard Japan Hot 100           | 1 („Umi no yūrei”) |
| Billboard Japan Hot 100           | 50 („Deshomasho”)  |
| Billboard Japan Hot Singles Sales | 2                  |